# Micropterna sequax
Micropterna sequax är en nattsländeart som beskrevs av Robert McLachlan 1875.
Micropterna sequax ingår i släktet Micropterna, och familjen husmasknattsländor. Arten är reproducerande i Sverige.